# Hrímþursar
Nella mitologia norrena, gli Hrímþursar (in norreno, "giganti di brina", spesso tradotto anche come "giganti di ghiaccio") sono una delle due stirpi di gigante, insieme ai Múspellsmegir, che sono invece di fuoco.
Sono tutti discendenti diretti del primo gigante di brina: Ymir, il quale generò tutta la razza dai suoi piedi; all'uccisione dello stesso, morirono tutti tranne Bergelmir, che si salvò all'annegamento generale riparandosi su un tronco cavo e usandolo come canoa; fu lui l'unico che riuscì a tramandare la stirpe nei secoli.